# Luk thung
Luk thung (thajsky ลูกทุ่ง), doslova "dítě polí", je nejpopulárnější forma thajské country hudby. Tento termín je zkratkou phleng luk thung (thajsky เพลงลูกทุ่ง) - "písně dítěte polí". Tyto písničky vypovídají o tvrdé každodenní práci chudých rolníků, mají pomalé tempo, a jejich zpěváci mají tendenci uchylovat se k expresivnímu zpěvu s častým vibratem.
Tento styl se rozvinul v první půli 20. století, i když termín luk thung se začal používat teprve od 60. let. Prvními hvězdami tohoto žánru byli Ponsri Woranut a Suraphol Sombatcharoen, kteří spojili vlivy latinskoamerické, japonské, indonéské a malajské hudby s ozvěnou písní z amerických filmů a country hudby. Řada zpěváků tohoto žánru pochází z města Suphanburi, např. velmi populární Pumpuang Duangjanová a Sayan Sanya, jež přizpůsobila luk thung thajskému popu 80. let a vytvořila taneční hudbu, jíž se přezdívalo elektronický luk thung. Když Pumpuang v roce 1992 zemřela, mnozí si mysleli, že éra luk thungu skončí. Nestalo se tak, a se vznikem první rozhlasové stanice zaměřené speciálně na luk thung (v roce 1997) nabýval styl opět na oblibě. 
Od devadesátých let 20. století se luk thung postupně přibližoval a mísil s hudbou žánrů jako phleng Thai sakol či mor lam. Zatímco zpěváci phleng Thai sakol často zpívali luk thung, zpěváci luk thungu začali stále víc být presentováni jako popoví zpěváci, s důrazem na jejich mládí a fysický zjev. Vliv mor lamu vedl k vytvoření nového žánru nazývaného luk thung Isan (tedy luk thung z Isánu) či luk thung Prayuk, jenž vstřebal nejrychlejší rytmy z mor lamu.